# Tangdixiang (ort i Kina, Hunan Sheng, lat 25,95, long 111,73)
Tangdixiang (kinesiska: 塘底乡) är en ort i Kina. Den ligger i provinsen Hunan, i den södra delen av landet, omkring 280 kilometer sydväst om provinshuvudstaden Changsha. Antalet invånare är 4 818. Befolkningen består av 2 250 kvinnor och 2 568 män. Barn under 15 år utgör 19,0 %, vuxna 15-64 år 70 %, och äldre över 65 år 10,0 %.
Runt Tangdixiang är det ganska tätbefolkat, med 100 invånare per kvadratkilometer. Närmaste större samhälle är Shangwujiang Yaozuxiang, 10,9 km söder om Tangdixiang. I omgivningarna runt Tangdixiang växer i huvudsak blandskog.
Genomsnittlig årsnederbörd är 1 966 millimeter. Den regnigaste månaden är april, med i genomsnitt 291 mm nederbörd, och den torraste är oktober, med 41 mm nederbörd.